# El cañonero de Giles
El cañoñero de Giles es una película argentina estrenada el 20 de enero de 1937.

## Sinopsis
Un jugador de fútbol de pueblo se convierte en figura por su extraño don de cobrar fuerzas al escuchar el ladrido de un perro.
Una versión fílmica posterior del tema fue Estoy hecho un demonio (1972).

## Reparto
- Luis Sandrini ... Lorenzo
- Marcos Caplán ... Sargento Morales
- Luisa Vehil ... Anita
- Héctor Quintanilla ... Roncoroni
- Mario Fortuna ... Gorostiaga
- Sussy Derqui ... Lola
- Roberto Blanco ... Mr. Wau
- Juan Mangiante ... Zelaya
- Vicente Forastieri ...
- Arturo Arcari
- Bernabé Ferreyra
- Héctor Calcagno ... Di García
- Fernanado Campos ... Manfredi

## Comentario
Una realización que se acomoda en un nivel de fácil aceptación por el carácter eminentemente popular del tema y por la gracia directa de sus situaciones cómicas.